# Mathilde Krim

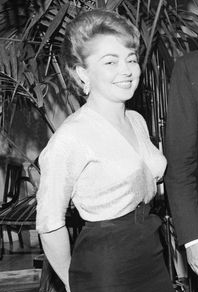
Mathilde Krim (1962).

Mathilde Krim, nata Mathilde Galland, (Como, 9 luglio 1926 – Kings Point, 15 gennaio 2018) è stata una biologa, filantropa, ricercatrice in citogenetica e virologia statunitense, nota per aver fondato AmfAR, un'associazione impegnata nella lotta all'AIDS.

## Biografia

### Le origini e gli studi
È nata a Como il 9 luglio 1926, prima dei quattro figli di Elizabeth Rosa Krause e Eugene Emmanuel Galland.
Eugene Galland era un agronomo, figlio di un calvinista svizzero e di una cattolica italiana. Elizabeth Krause era nata in Cecoslovacchia da genitori austriaci.
La famiglia di Mathilde era multireligiosa e multiculturale. Durante la sua infanzia, la sua famiglia decise di trasferirsi a Ginevra, in Svizzera, dove il padre trovò un lavoro presso l'Ufficio federale della sanità pubblica.
Dopo essersi diplomata all'École Supérieure des Jeunes Filles, si iscrisse all'Università di Ginevra, alla facoltà di Biologia, nonostante le obiezioni dei genitori.
All'università, diventò l'assistente dell'embriologo Émile Guyénot. Nel 1948 si laureò e continuò a lavorare nello studio di Guyénot. Portò avanti anche alcune ricerche indipendenti di micrografia elettronica, per i quali ricevette un dottorato di ricerca nel 1954.

### La conversione all'Ebraismo e il trasferimento in Israele
Durante gli studi, negli anni della Seconda Guerra Mondiale, trovò un lavoro come impiegata nell'ufficio di un avvocato ebreo, Maître Jean Heyman. Osservando i documenti con cui lavorava, si rese conto che molti ebrei stavano cercando disperatamente di ottenere un passaporto per la Svizzera.
Nel 1945, assistette a un cinegiornale che le fece scoprire la realtà della Shoah, il motivo per cui gli ebrei cercavano di fuggire in Svizzera. Mathilde fu molto toccata da questa notizia. Successivamente spiegò che quella scoperta aveva cambiato la sua vita, mentre i suoi genitori non condividevano il suo punto di vista. Essi simpatizzavano per l'Asse, e inizialmente negarono anche che l'Olocausto fosse qualcosa di reale.
Alla fine degli anni '40, un gruppo di ebrei palestinesi arrivò a Ginevra per frequentare la rinomata università di medicina.
Mathilde, per lo sgomento dei suoi genitori, strinse amicizia con loro. Frequentò alcuni corsi di storia del Giudaismo e li aiutò in un traffico segreto di armi.
Nell'estate del 1948, Mathilde si convertì alla religione ebraica e sposò uno di questi studenti, David Danon. Egli era un membro dell'Irgun, un gruppo paramilitare sionista. Parallelamente alle sue attività di studio e ricerca all'università, era impegnato politicamente.
Nel 1951 ebbero una figlia, Daphna. Quando Daphna aveva 18 mesi, e i due coniugi ebbero ottenuto le loro lauree universitarie, si trasferirono nel neonato stato di Israele.

### Il lavoro all'Istituto Weizmann
In Israele il matrimonio per Mathilde non fu felice. Suo marito aveva trovato casa nel deserto israeliano ma Mathilda non era entusiasta delle difficoltà della vita in quel luogo. 
Il suo curriculum e le sue spiccate doti nella micrografia elettronica, le consentirono di trovare un lavoro come assistente ricercatrice nel nuovo Istituto Weizmann di Rehovot.
L'istituto aveva un centro che si prendeva cura dei figli degli impiegati, così Mathilde riuscì a lavorare e occuparsi della figlia Daphna contemporaneamente. In meno di un anno, fu promossa al rango di ricercatrice. Si separò dal marito e visse con Daphna in un piccolo appartamento situato nell'Istituto.
In questi anni lavorò con Leo Sachs. I due scrissero più di una dozzina di ricerche insieme. La prima di queste ricerche si intitolava "La diagnosi del sesso prima della nascita, usando le cellule del liquidio amniotico". Questa scoperta consentì la nascita dell'amniocentesi, una tecnica di diagnosi prenatale, portando a grandi progressi nella genetica medica.
Mathilde diventò un'esperta di colture cellulari, compiendo delle ricerche anche su alcune forme di cancro.
Nel 1957 incontrò Arthur Krim, un ricco statunitense, fiduciario del Weizmann. I due si sposarono un anno dopo.
Inizialmente i due provarono a vivere separatamente, lui in America, Mathilde e la figlia a Rehovot. Dopo un anno, trovando questa situazione insostenibile, le due raggiunsero Krim a New York.

### Il trasferimento a New York
Nella "Grande Mela", Krim era il presidente della United Artists, una compagnia di produzione cinematografica. Inoltre, era impegnato in raccolte fondi per il Partito Democratico e in numerosi progetti filantropici, nei quali presto lo affiancò la moglie Mathilde.
In pochi mesi, Mathilde ottenne un posto di lavoro al Cornell Medical College, e successivamente al Memorial Sloan-Kettering Cancer Center.
Dal 1975 al 1985, Mathilde Krim lavorò a un progetto di ricerca e sperimentazione sugli interferoni, sostanze che potevano avere un effetto curativo sul cancro e su altre malattie.
Pubblicò più di 30 ricerche sugli interferoni, organizzando anche laboratori di ricerca internazionali. Successivamente, ricevette una cattedra alla Columbia University.

### "AmfAR" e la lotta all'AIDS
Nel 1983, insieme ad altri colleghi, si occupò di alcuni pazienti dello Sloan-Kettering affetti dal sarcoma di Kaposi.
Durante questa ricerca, si appassionò alla lotta contro l'AIDS, cercando di aiutare i soggetti colpiti da questa malattia e di trovare dei fondi per la ricerca. Nel 1983 fondò la AIDS Medical Foundation.
Nel 1985 decise di fondare AmfAR: un'associazione impegnata nella lotta all'AIDS. Fu affiancata nella creazione di AmfAR dalla diva di Hollywood Liz Taylor, impegnata nel sociale.
Da quel momento, la Krim ha lavorato intensamente per aiutare le persone ammalate e per cercare una cura all'AIDS.
Mathilde Krim ha ricevuto 14 lauree ad honorem. Ha ricoperto ruoli istituzionali nella President’s Committee on Mental Retardation (1966–1969), e nella President’s Commission for the Study of Ethical Problems in Medicine and Biomedical and Behavioral Research (1979–1981).
È stata anche un membro attivo dell'American Committee for the Weizmann Institute, della National Biomedical Research Foundation, del Committee of 100 for National Health Insurance, della Federation of Parents and Friends of Lesbians and Gays, e dell'African-American Institute.
Dal 1990 insegna "Public Health and Management" alla Columbia University.
Nel 2000 ha ricevuto la Medaglia presidenziale della libertà per il suo impegno sociale da Bill Clinton. La più alta onorificenza civile degli Stati Uniti.